# Spaans Huis (Cambrai)

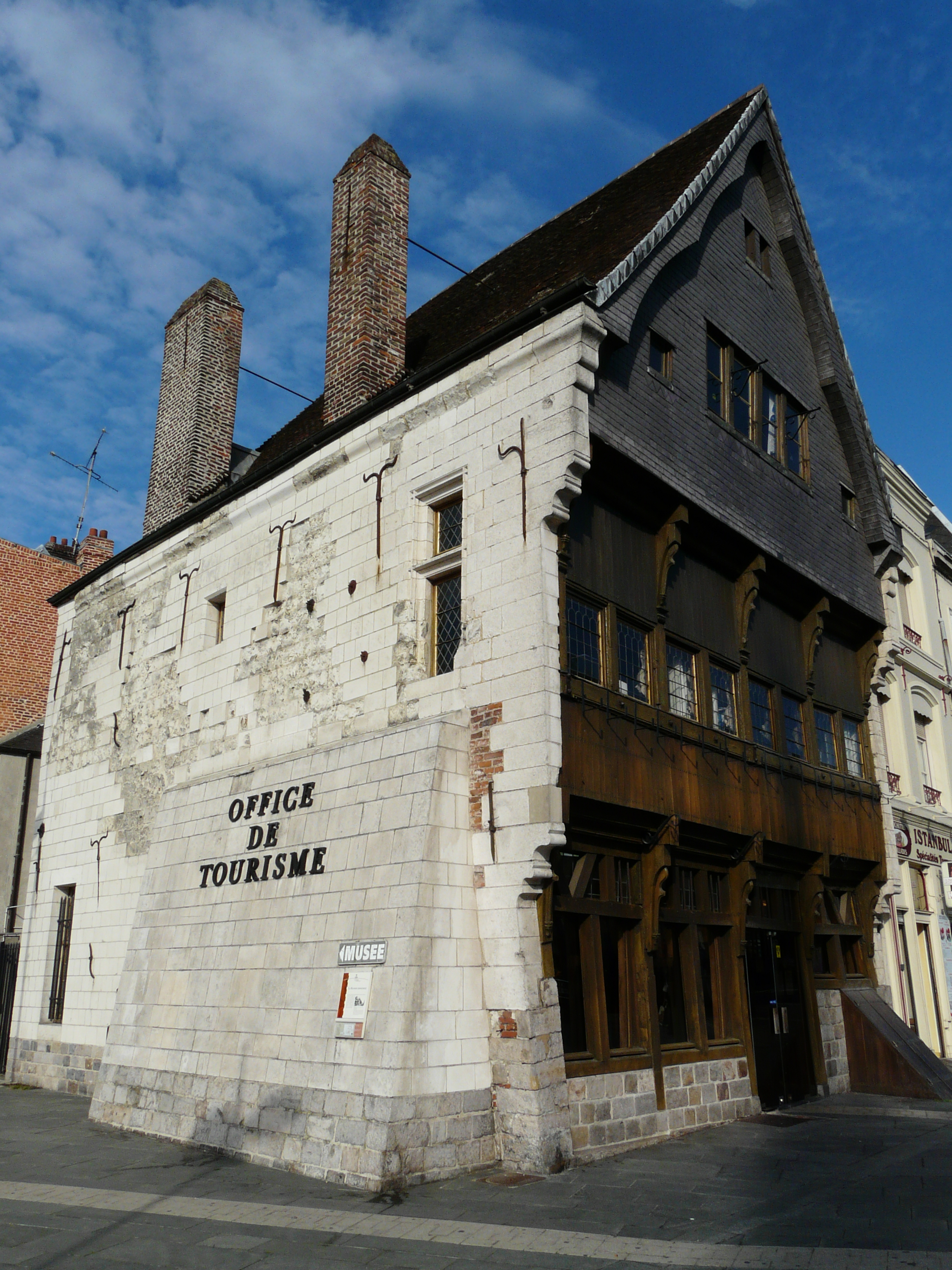
Spaans Huis

Het Spaans Huis (Frans: Maison espagnole) is een historisch pand aan de Rue de Noyon 48 in de Franse stad Cambrai. Het huis werd gebouwd in 1595 onder de Spaanse bezetting. In de 17de eeuw heette het gebouw La Baille en was er een café in gevestigd. Tegen 1835 huisvestte het een bakkerij, later kruidenierszaak en café. In 1920 werd het beschermd als historisch monument. De dienst voor Toerisme is er nu in gevestigd.